# Serge Kubla
Pour les articles homonymes, voir Kubla.
Serge Kubla, né le 3 juillet 1947 à Bruxelles, est un ancien homme politique belge du Mouvement Réformateur. Il est condamné par la justice belge pour corruption d'un ancien Premier ministre congolais en 2009, dans le cadre d'un marché pour l'exploitation de gisements miniers convoité par le groupe sidérurgique italo-suisse Duferco.

## Biographie
Fils d'un ingénieur brassicole tchèque, arrivé en Belgique en 1929, Serge Kubla grandit à Dinant, dans la ville d'adoption de ses parents, il accomplira ses études secondaires avant de passer trois années d'études avortées à l'école Solvay (ingénieurs commerciaux de l'Université Libre de Bruxelles). Il n'obtient toutefois aucun diplôme universitaire.
En 1977, Serge Kubla fait partie du cabinet de Jean Gol, alors secrétaire d'État à l'Économie régionale wallonne, après avoir milité un temps au sein du Rassemblement wallon. Il est élu échevin (1977), puis bourgmestre (1983) de Waterloo et est élu député en 1977. Il est constamment réélu, d'abord à la Chambre, puis au Parlement wallon à partir de 1999. Il devient cette année-là ministre de l'Économie du Gouvernement wallon et il le demeure jusqu'en 2004, date à laquelle son parti, le MR, retourne dans l'opposition.
Avec Maurice Bayenet, José Daras et Albert Liénard, il dépose une proposition de décret visant à doter la Wallonie d’un jour de fête et d’emblèmes officiels. À titre personnel, il est partisan de la date du 27 septembre pour la Fête de la Wallonie. Il votera les décrets fixant le drapeau jaune au coq hardi rouge, dessiné par Pierre Paulus, un hymne : le Chant des Wallons et le 3e dimanche de septembre comme jour officiel de la Fête de la Wallonie qui sont adoptés le 15 juillet 1998 par le Parlement wallon.
En 2001, Serge Kubla remanie la SOGEPA autour d'une nouvelle structure, la FWPMI.
En septembre 2014, il est élevé au rang d’Officier du Mérite wallon.

## Poursuites judiciaires
Le 24 février 2015, il est placé sous mandat d’arrêt et écroué à la prison de Saint-Gilles, pour une affaire de corruption au Congo. Serge Kubla est suspecté d'avoir servi d'intermédiaire pour le groupe industriel. Il est notamment question d'une société écran créée à Malte par l'intéressé, via laquelle il aurait facturé des frais de consultance de plusieurs centaines de milliers d'euros à une entité de Duferco Participations Holding SA. Un compte suisse ouvert auprès de la banque privée du Groupe Pictet est aussi évoqué. Celui-ci aurait remis 20 000 euros à  Chantal Ngalula, l'épouse de l'ancien Premier ministre congolais, en exercice entre 2008 et 2012, Adolphe Muzito, au The President Brussels Hotel à titre d'acompte sur une somme évaluée à 500 000 euros. C'est à partir de ce compte que l'ancien bourgmestre aurait retiré cet argent en liquide, via une filiale au Luxembourg. En disgrâce, son parti politique réclame sa démission le même jour. Le 26 février 2015, son mandat d'arrêt est levé et il recouvre sa liberté, tout en restant inculpé. Le 28 février 2015, il démissionne de son mandat de bourgmestre, repris par Florence Reuter. Une dizaine d'inculpés sont concernés par cette affaire qui porte sur des faux et usages de faux, corruption et blanchiment
.
En janvier 2022, il est renvoyé devant le tribunal, 13 ans après les faits allégués, pour des préventions de corruption dans le dossier Duferco,.
Le 23 février 2023, il est condamné à deux ans de prison avec sursis.

## Parcours
- Conseiller communal de Waterloo (1977-2017)
  - Échevin (1977-1982)
  - Bourgmestre (1983-2015)
- Député (1977-1995)
  - Membre du Conseil régional wallon (1980-1995)
    - Chef de groupe (1980-1985)
- Député wallon (1995-1999, 1999)
  - Chef de groupe (1992-1999)
- Ministre wallon (1999-2004)
- Député wallon (2004-2014)
  - Chef de groupe (2004-2009)

## Décorations
- Grand-croix de l'ordre de Léopold II (26 mai 2014)[14]
- Officier du Mérite wallon (18 septembre 2014)[15]